# White Hills Pond
White Hills Pond is een meer van 7,8 km² in de Canadese provincie Newfoundland en Labrador. Het meer bevindt zich in het uiterste oosten van de regio Labrador.

## Geografie

### Uitzicht
White Hills Pond ligt aan de oostrand van de White Hills, een laaggebergte in het oostelijke gedeelte van het schiereiland Labrador. Het meer is relatief groot en wordt gevoed door enkele naamloze beekjes langs waar de zuidelijke helft van de White Hills afwatert.
Het meer heeft een enigszins regelmatige vorm, op het meest oostelijke gedeelte na. Dat deel van White Hills Pond (0,65 km²) wordt met het hoofdgedeelte van het meer verbonden door een 300 meter lange watergang die op zijn smalste punt amper 30 meter breed is.
In het uiterste noorden watert het meer af via White Hills Brook, een klein riviertje dat 2 km verderop uitmondt in Big Beaver Pond.

### Ligging
Table Bay, een baai van de Atlantische Oceaan, ligt zo'n 14 km naar het noordoosten toe. Zo'n 21 km ten westen van White Hills Pond ligt Sandwich Bay, een andere grote zee-inham. De dichtstbij gelegen bewoonde plaats is de gemeente Cartwright die 23 km naar het noordwesten toe ligt. De dichtstbij gelegen voormalige plaats is het 15 km noordelijker gelegen spookdorp Table Bay.